# Villers-Saint-Genest
Villers-Saint-Genest ist eine französische Gemeinde mit 388 Einwohnern (Stand 1. Januar 2022) im Département Oise in der Region Hauts-de-France. Sie gehört zum Kanton Nanteuil-le-Haudouin im Arrondissement Senlis.

## Lage
Villers-Saint-Genest liegt etwa 32 Kilometer ostsüdöstlich von Senlis und grenzt an die Nachbargemeinden Boissy-Fresnoy im Norden, Betz im Nordosten und Osten, Bouillancy im Südosten und Süden, Chèvreville im Süden und Südwesten, Nanteuil-le-Haudouin im Westen sowie Péroy-les-Gombries im Nordwesten.
|  |  |

## Bevölkerungsentwicklung
| Jahr                       | 1962 | 1968 | 1975 | 1982 | 1990 | 1999 | 2006 | 2013 | 2021 |
| -------------------------- | ---- | ---- | ---- | ---- | ---- | ---- | ---- | ---- | ---- |
| Einwohner                  | 193  | 183  | 199  | 225  | 280  | 351  | 387  | 386  | 389  |
| Quellen: Cassini und INSEE |      |      |      |      |      |      |      |      |      |

## Sehenswürdigkeiten
- Kirche Saint-Denis aus dem 16. Jahrhundert

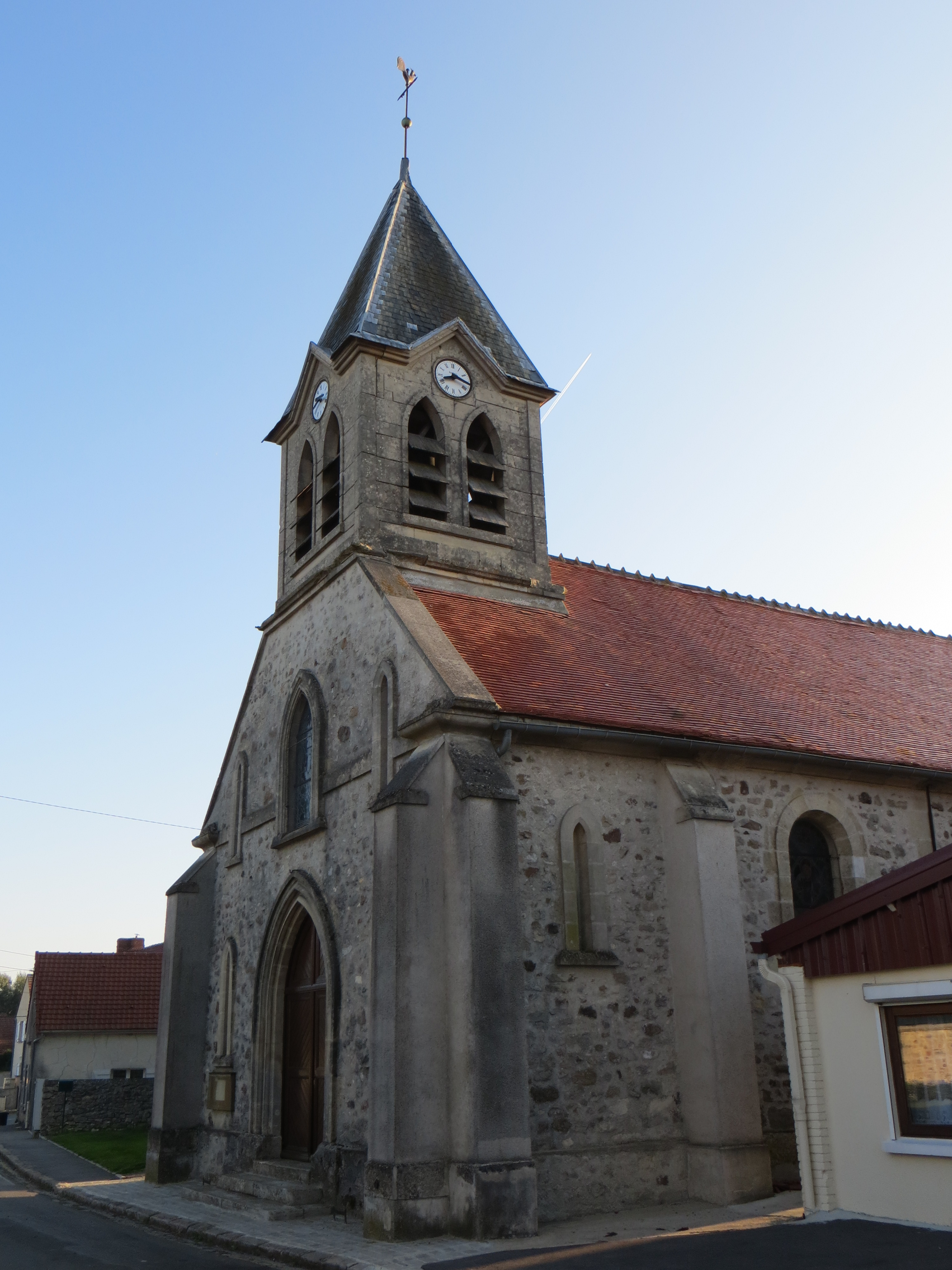
Kirche Saint-Denis